# Pantherwerke
Panther Fahrradwerke (Pantherwerke AG) — одно из самых старых германских предприятий производящих велосипеды. В настоящее время штаб-квартира концерна располагается в городе Лёне. Pantherwerke AG является одним из самых крупных немецких производителей велосипедов.
Концерн Pantherwerke AG выпускает велосипеды под различными брендами: PANTHER, BAUER, GORICKE (традиционные велосипеды), IDUKAH (спортивные), PANTHER Junior (детские).

## История
История концерна началась в 1896 году, когда Ernst Kuhlman основал в городе Магдебург предприятие по производству велосипедов Fahrradwerke. Компания процветала: в 1900 году предприятие получило статус акционерной компании Fahrradwerke AG, а в 1907 после покупки Magdeburger Pantherwerke, приняла имя PANTHER для названия своей компании — Pantherwerke AG. В 1908 году компания переместилась в Брауншвейг, откуда началось триумфальное распространение продукции PANTHER не только в Германии, но и в других странах.
С 1925 года Pantherwerke AG начинает производить продукцию для детей (велосипеды, коляски), а в 1933 году осваивает изготовление мопедов и мотоциклов. С началом второй мировой войны деятельность Pantherwerke, как и любой другой германской компании того времени, перенаправляется на нужды немецкой армии. В составе индустриальной группы Брауншвейг концерн Pantherwerke AG производил вооружение для немецкой армии. Наряду с производством велосипедов и мотоциклов осваивается выпуск противопехотных мин T.Mi 35 (до 1941 г.) и компонентов авиационного оборудования — кабины пилотов для самолетов Юнкерс Ju 352 (с 1943 г.). Специфика производства Pantherwerke AG — отсутствие в выпускаемой продукции компонентов прямого уничтожения (например, танков или снарядов) или стратегического значения (нефти, ГСМ) — оказалась спасительной для компании. В 1944 году в ходе массированных бомбовых ударов англо-американскими авиационными группами заводов Брауншвейг предприятия Pantherwerke AG оказались едва ли не единственными, которым удалось избежать полного разрушения.
После войны на предприятиях Pantherwerke AG начинается стремительный рост производства велосипедов. «Велосипеды для всей семьи» — этот девиз PANTHER отражает настроение, которое царило в 40-50-х годах в мире. Национальные конкурсы «Miss Bicycle Queen» на всех континентах, мода на семейные велосипедные прогулки, стремительное развитие велоспорта… Успешное выступление на различных велогонках создавало хорошую репутацию PANTHER. Спортсмены-велосипедисты, такие как Anton Huber, August Lehr, Willi Arend и Thaddaus Robl становятся чемпионами мира на велосипедах PANTHER.